# Enallagma belyshevi
Enallagma belyshevi är en trollsländeart som beskrevs av Haritonov 1975. Enallagma belyshevi ingår i släktet Enallagma och familjen dammflicksländor. Inga underarter finns listade i Catalogue of Life.